# Судип Санджив
Судип Санджив (на каннада: ಸುದೀಪ್; на английски: Sudeep Sanjeev) по-известен като Судип е индийски кино-актьор и режисьор.

## Биография
Судип е роден в град Шимога, Карнатака.
През 2001 г. се жени за Прия Радхакришнан си През 2004 г. се ражда синът му Санви
През 1996 г. той участва в два филма, които не са ходили под наем и само филмът на „Thayavva“ започва кариерата си като актьор.
През 2015 г. той играе малка роля като персийски търговец Аслам Хан във филма „Бахубали: Началото“

## Избрана филмография
| Година | Филм                 | Роля         |
| ------ | -------------------- | ------------ |
| 1997   | „Thayavva“           | Раму         |
| 2000   | „Sparsha“            | Судип        |
| 2001   | „Huchcha“            | Сачидананда  |
| 2002   | „Chandu“             | Чандрашекхар |
| 2008   | „Phoonk“             | Раджив       |
| 2010   | „Rann“               | Джай Малик   |
| 2012   | „Муха“               | Судип        |
| 2015   | „Бахубали: Началото“ | Аслам Кхан   |